# Renzo Rosso
Renzo Rosso (Brugine, 15 september 1955) is een Italiaans modeontwerper. Hij is de oprichter en de eigenaar van Diesel-kledingcompagnie.

## Carrière
Rosso zat op een industriëletextielverwerkingschool, na het afstuderen in 1975 begon hij zijn eigen kleding te ontwerpen. In 1978 werkte hij samen met verschillende modeontwerpers uit zijn regio, er zijn vele merken uit ontstaan die nog steeds zeer bekend zijn, zoals Katherine Hamnett, Goldie, Martin Guy, Ten Big Boys en natuurlijk, Diesel. In 1985 nam Renzo Rosso de volledige controle over Diesel door de aandelen van zijn partners over te kopen. Hierna kende het bedrijf een periode van enorme groei en uitbreiding. 

## Prijzen
In 1996 ontvingen Renzo Rosso en Diesel de 'Premio Risultati' uitreiking van het prestigieuze Bocconi Instituut in Milaan, deze beloning werd gegeven omdat Diesel het 'Beste Italiaanse bedrijf van het jaar' zou zijn. Renzo was ook genomineerd door Ernst & Young als "Ondernemer van het jaar" in 1997 omwille van zijn sterke invloeden in de V.S.
- Bibliothèque nationale de France: cb16157203g (data)
- Gemeinsame Normdatei: 130822302
- International Standard Name Identifier: 0000 0000 7852 4438
- Library of Congress Control Number: no99083563
- Bibliotheek van het Japanse parlement: 001140412
- Nationale Bibliotheek van Tsjechië: xx0111992
- SNAC: w6dn59q4
- Virtual International Authority File: 102424989
- WorldCat: E39PBJyxh7QXj36Qrb3Gftrwmd